# 軽井沢聖パウロカトリック教会
軽井沢聖パウロカトリック教会（かるいざわせいパウロカトリックきょうかい）は、長野県北佐久郡軽井沢町にあるカトリックの教会ならびにその聖堂である。
1935年（昭和10年）に英国人のワード神父 (ウォード神父とも，本名は，Fr. Leo Paul Ward)により設立され、米国建築学会賞を受賞したアントニン・レーモンドが設計を担当。軽井沢の歴史的建造物の一つであり、聖パウロカトリック教会とも呼ばれる。管轄するカトリック横浜司教区における呼称は「カトリック軽井沢教会」である 。

## 概要

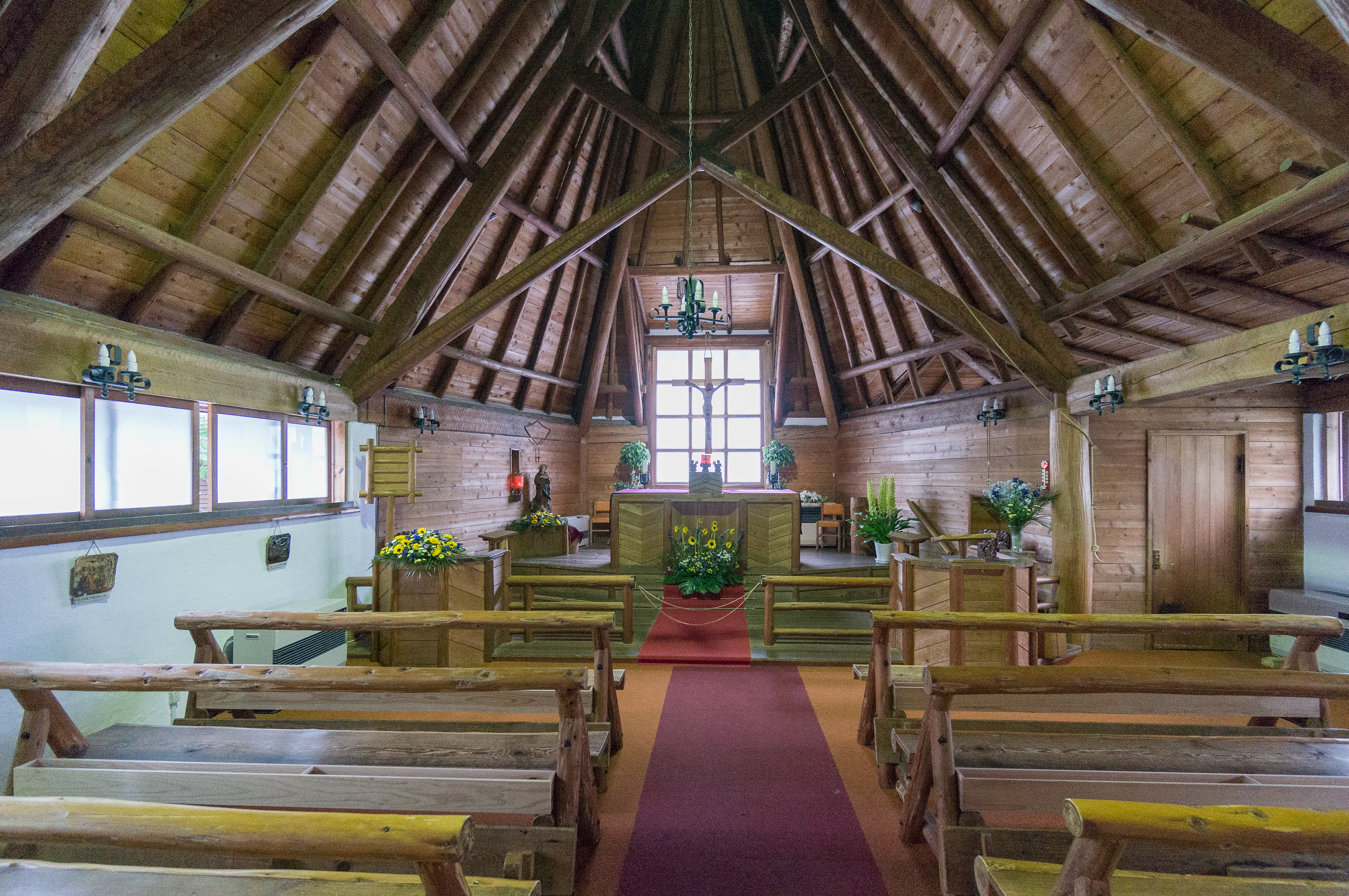
内装

- 所在地 - 〒389-0102 長野県北佐久郡軽井沢町軽井沢179
- 設計 - アントニン・レーモンド

## 特徴
傾斜の強い三角屋根、大きな尖塔、打ち放しのコンクリートが特徴。内部は木がむき出しのエックス型のトラス構造になっている。
2003年には、DOCOMOMO JAPAN選定 日本におけるモダン・ムーブメントの建築に選定された。

## 逸話
堀辰雄による1940年初出の随筆「木の十字架」では、この教会がフィーチャーされている。
「簡素な木造の、何処か瑞西の寒村にでもありそうな、朴訥な美しさに富んだ、何ともいえず好い感じのする建物である」
「私は屡々、その頃愛読していたモオリアックの『焔の流れ』という小説の結末に出てくるそのかわいそうな女主人公の住んでいる、フランスの或る静かな村の古い教会のことなぞを胸に泛べたりしていた」
「聖パウロ教会で結婚すると多くの人たちから祝福される」
といった言葉が随筆の中に残されている。また同随筆には、ポーランド侵攻の翌日にこの教会でポーランド人の少女が故国を想って礼拝している様子なども描写されている。「風立ちぬ」（堀辰雄）、「掌の小説」（川端康成）、『薔薇の館』（遠藤周作）にも登場し、多くの文豪たちがひきつけられたことを物語っている。
レーモンドに誘われて初めて軽井沢を訪問したウォード神父は、軽井沢ホテルのラウンジでミサをあげた。軽井沢に滞在していた外交官やビジネスマン、テニス選手等が参加した。初めての主日は8名だったが、次の主日は30名、その次は40名、そして最後は68名の参加があったことに驚き、夏の間のみ開かれる小聖堂を建てることを決意した。軽井沢ホテルに滞在し、日光東照宮を建てた宮大工を呼んで、約6ヶ月をかけて聖堂を完成させた。のちに家具デザイナーとなるジョージ・ナカシマが設計と家具造りに参加した。費用のほとんどをウォード神父が負担した。軽井沢ホテルはウォード神父のホテル代を請求しなかった。
軽井沢聖パウロ教会は、現代におけるキリスト教式結婚式が普及するきっかけとなった教会である。聖パウロ教会は、薄れた絆を復活させるために、開かれたキリスト教の実践を試み続け、その一環として、非信者のウェディング挙式という道をひらいた。カトリックの紹介を目的として、1960年代から一般に教会を開放し、その結果有名人の挙式が相次いだ。なかでも1972年、西郷輝彦と辺見マリが軽井沢の聖パウロ教会で結婚式を挙げたが、この結婚式の模様がテレビ中継によって全国で放送され、軽井沢での結婚式がクローズアップされることになった（相前後して芥川也寸志や林隆三、森山加代子、吉田拓郎・四角佳子もこの教会で挙式している）。これを皮切りに、各地の教会で、宗派を問わずクリスチャンでなくても「結婚講座」を受けることで挙式が可能になり、国内で爆発的に広まっていった。

## 交通アクセス
- 北陸新幹線、しなの鉄道：軽井沢駅 徒歩20分